# Systematik der Pflanzen nach Engler
Die Systematik der Pflanzen nach Engler wurde 1924 von Adolf Engler in der neunten Auflage seines Syllabus der Pflanzenfamilien publiziert.
Hauptgruppen sind:
- I. divisio Schizophyta
- II. divisio Phytosarcodina
- III. divisio Flagellatae
- IV. divisio Dinoflagellatae
- V. divisio Bacillariophyta
- VI. divisio Conjugatae
- VII. divisio Chlorophyceae
- VIII. divisio Charophyta
- IX. divisio Phaeophyceae
- X. divisio Rhodophyceae
- XI. divisio Eumycetes
- XII. divisio Embryophyta asiphonogama
1 subdivisio Bryophyta
2 subdivisio Pteridophyta
- XIII. divisio Embryophyta siphonogama
1 subdivisio Gymnospermae
2 subdivisio Angiospermae
1 classis Monocotyledoneae
2 classis Dicotyledoneae

## Angiospermae
Angiospermae, auch bekannt als das „Melchior-System“.
- 2 subdivisio Angiospermae
1 classis Monocotyledoneae
ordo Helobiae
subordo Alismatineae
familia Alismataceae
familia Butomaceae
subordo Hydrocharitineae
familia Hydrocharitaceae
subordo Scheuchzeriineae
familia Scheuchzeriaceae
subordo Potamogetonineae
familia Aponogetonaceae
familia Juncaginaceae
familia Potamogetonaceae
familia Najadaceae
familia Zannichelliaceae
ordo Triuridales
familia Triuridaceae
ordo Liliiflorae
subordo Liliineae
familia Liliaceae
familia Xanthorrhoeaceae
familia Stemonaceae
familia Agavaceae
familia Haemodoraceae
familia Cyanastraceae
familia Amaryllidaceae
familia Hypoxidaceae
familia Velloziaceae
familia Taccaceae
familia Dioscoreaceae
subordo Pontederiineae
familia Pontederiaceae
subordo Iridineae
familia Iridaceae
familia Geosiridaceae
subordo Burmanniineae
familia Burmanniaceae
familia Corsiaceae
subordo Philydrineae
familia Philydraceae
ordo Juncales
familia Juncaceae
familia Thurniaceae
ordo Bromeliales
familia Bromeliaceae
ordo Commelinales
subordo Commelinineae
familia Commelinaceae
familia Xyridaceae
familia Mayacaceae
familia Rapateaceae
subordo Eriocaulineae
familia Eriocaulaceae
subordo Restionineae
familia Restionaceae
familia Centrolepidaceae
subordo Flagellariineae
familia Flagellariaceae
ordo Graminales
familia Gramineae (oder Poaceae)
ordo Principes
familia Palmae (oder Arecaceae)
ordo Synanthae
familia Cyclanthaceae
ordo Spathiflorae
familia Araceae
familia Lemnaceae
ordo Pandanales
familia Pandanaceae
familia Sparganiaceae
familia Typhaceae
ordo Cyperales
familia Cyperaceae
ordo Scitamineae
familia Musaceae
familia Zingiberaceae
familia Cannaceae
familia Marantaceae
familia Lowiaceae
ordo Microspermae
familia Orchidaceae
2 classis Dicotyledoneae
1 subclassis Archychlamydeae
ordo Casuarinales
familia Casuarinaceae
ordo Juglandales
familia Myricaceae
familia Juglandaceae
ordo Balanopales
familia Balanopaceae
ordo Leitneriales
familia Leitneriaceae
familia Didymelaceae
ordo Salicales
familia Salicaceae
ordo Fagales
familia Betulaceae
familia Fagaceae
ordo Urticales
familia Rhoipteleaceae
familia Ulmaceae
familia Moraceae
familia Urticaceae
familia Eucommiaceae
ordo Proteales
familia Proteaceae
ordo Santalales
subordo Santalineae
familia Olacaceae
familia Dipentodontaceae
familia Opiliaceae
familia Grubbiaceae
familia Santalaceae
familia Misodendraceae
subordo Loranthineae
familia Loranthaceae
ordo Balanophorales
familia Balanophoraceae
ordo Medusandrales
familia Medusandraceae
ordo Polygonales
familia Polygonaceae
ordo Centrospermae
subordo Phytolaccineae
familia Phytolaccaceae
familia Gyrostemonaceae
familia Achatocarpaceae
familia Nyctaginaceae
familia Molluginaceae
familia Aizoaceae
subordo Portulacineae
familia Portulacaceae
familia Basellaceae
subordo Caryophyllineae
familia Caryophyllaceae
subordo Chenopodiineae
familia Dysphaniaceae
familia Chenopodiaceae
familia Amaranthaceae
incertae sedis
familia Didiereaceae
ordo Cactales
familia Cactaceae
ordo Magnoliales
familia Magnoliaceae
familia Degeneriaceae
familia Himantandraceae
familia Winteraceae
familia Annonaceae
familia Eupomatiaceae
familia Myristicaceae
familia Canellaceae
familia Schisandraceae
familia Illiciaceae
familia Austrobaileyaceae
familia Trimeniaceae
familia Amborellaceae
familia Monimiaceae
familia Calycanthaceae
familia Gomortegaceae
familia Lauraceae
familia Hernandiaceae
familia Tetracentraceae
familia Trochodendraceae
familia Eupteleaceae
familia Cercidiphyllaceae
ordo Ranunculales
subordo Ranunculineae
familia Ranunculaceae
familia Berberidaceae
familia Sargentodoxaceae
familia Lardizabalaceae
familia Menispermaceae
subordo Nymphaeineae
familia Nymphaeaceae
familia Ceratophyllaceae
ordo Piperales
familia Saururaceae
familia Piperaceae
familia Chloranthaceae
familia Lactoridaceae
ordo Aristolochiales
familia Aristolochiaceae
familia Rafflesiaceae
familia Hydnoraceae
ordo Guttiferales
subordo Dilleniineae
familia Dilleniaceae
familia Paeoniaceae
familia Crossosomataceae
familia Medusagynaceae
familia Actinidiaceae
familia Eucryphiaceae
subordo Ochnineae
familia Ochnaceae
familia Dioncophyllaceae
familia Strasburgeriaceae
familia Dipterocarpaceae
subordo Theineae
familia Theaceae
familia Caryocaraceae
familia Marcgraviaceae
familia Quiinaceae
familia Guttiferae (oder Clusiaceae)
subordo Ancistrocladineae
familia Ancistrocladaceae
ordo Sarraceniales
familia Sarraceniaceae
familia Nepenthaceae
familia Droseraceae
ordo Papaverales
subordo Papaverineae
familia Papaveraceae
subordo Capparineae
familia Capparaceae
familia Cruciferae (oder Brassicaceae)
familia Tovariaceae
subordo Resedineae
familia Resedaceae
subordo Moringineae
familia Moringaceae
ordo Batales
familia Bataceae
ordo Rosales
subordo Hamamelidineae
familia Platanaceae
familia Hamamelidaceae
familia Myrothamnaceae
subordo Saxifragineae
familia Crassulaceae
familia Cephalotaceae
familia Saxifragaceae
familia Brunelliaceae
familia Cunoniaceae
familia Davidsoniaceae
familia Pittosporaceae
familia Byblidaceae
familia Roridulaceae
familia Bruniaceae
subordo Rosineae
familia Rosaceae
familia Neuradaceae
familia Chrysobalanaceae
subordo Leguminosineae
familia Connaraceae
familia Leguminosae (oder Fabaceae)
familia Krameriaceae
ordo Hydrostachyales
familia Hydrostachyaceae
ordo Podostemales
familia Podostemaceae
ordo Geraniales
subordo Limnanthineae
familia Limnanthaceae
subordo Geraniineae
familia Oxalidaceae
familia Geraniaceae
familia Tropaeolaceae
familia Zygophyllaceae
familia Linaceae
familia Erythroxylaceae
subordo Euphorbiineae
familia Euphorbiaceae
familia Daphniphyllaceae
ordo Rutales
subordo Rutineae
familia Rutaceae
familia Cneoraceae
familia Simaroubaceae
familia Picrodendraceae
familia Burseraceae
familia Meliaceae
subordo Malpighiineae
familia Malpighiaceae
familia Trigoniaceae
familia Vochysiaceae
subordo Polygalineae
familia Tremandraceae
familia Polygalaceae
ordo Sapindales
subordo Coriariineae
familia Coriariaceae
subordo Anacardiineae
familia Anacardiaceae
subordo Sapindineae
familia Aceraceae
familia Bretschneideraceae
familia Sapindaceae
familia Hippocastanaceae
familia Sabiaceae
familia Melianthaceae
familia Aextoxicaceae
subordo Balsamineae
familia Balsaminaceae
ordo Julianiales
familia Julianiaceae
ordo Celastrales
subordo Celastrineae
familia Cyrillaceae
familia Pentaphylacaceae
familia Aquifoliaceae
familia Corynocarpaceae
familia Pandaceae
familia Celastraceae
familia Staphyleaceae
familia Hippocrateaceae
familia Stackhousiaceae
familia Salvadoraceae
subordo Buxineae
familia Buxaceae
subordo Icacinineae
familia Icacinaceae
familia Cardiopteridaceae
ordo Rhamnales
familia Rhamnaceae
familia Vitaceae
familia Leeaceae
ordo Malvales
subordo Elaeocarpineae
familia Elaeocarpaceae
subordo Sarcolaenineae
familia Sarcolaenaceae
subordo Malvineae
familia Tiliaceae
familia Malvaceae
familia Bombacaceae
familia Sterculiaceae
subordo Scytopetalineae
familia Scytopetalaceae
ordo Thymelaeales
familia Geissolomataceae
familia Penaeaceae
familia Dichapetalaceae
familia Thymelaeaceae
familia Elaeagnaceae
ordo Violales
subordo Flacourtiineae
familia Flacourtiaceae
familia Peridiscaceae
familia Violaceae
familia Stachyuraceae
familia Scyphostegiaceae
familia Turneraceae
familia Malesherbiaceae
familia Passifloraceae
familia Achariaceae
subordo Cistineae
familia Cistaceae
familia Bixaceae
familia Sphaerosepalaceae
familia Cochlospermaceae
subordo Tamaricineae
familia Tamaricaceae
familia Frankeniaceae
familia Elatinaceae
subordo Caricineae
familia Caricaceae
subordo Loasineae
familia Loasaceae
subordo Begoniineae
familia Datiscaceae
familia Begoniaceae
ordo Cucurbitales
familia Cucurbitaceae
ordo Myrtiflorae
subordo Myrtineae
familia Lythraceae
familia Trapaceae
familia Crypteroniaceae
familia Myrtaceae
familia Dialypetalanthaceae
familia Sonneratiaceae
familia Punicaceae
familia Lecythidaceae
familia Melastomataceae
familia Rhizophoraceae
familia Combretaceae
familia Onagraceae
familia Oliniaceae
familia Haloragaceae
familia Theligonaceae
subordo Hippuridineae
familia Hippuridaceae
subordo Cynomoriineae
familia Cynomoriaceae
ordo Umbelliflorae
familia Alangiaceae
familia Nyssaceae
familia Davidiaceae
familia Cornaceae
familia Garryaceae
familia Araliaceae
familia Umbelliferae (oder Apiaceae)
2 subclassis Sympetalae
ordo Diapensiales
familia Diapensiaceae
ordo Ericales
familia Clethraceae
familia Pyrolaceae
familia Ericaceae
familia Empetraceae
familia Epacridaceae
ordo Primulales
familia Theophrastaceae
familia Myrsinaceae
familia Primulaceae
ordo Plumbaginales
familia Plumbaginaceae
ordo Ebenales
subordo Sapotineae
familia Sapotaceae
familia Sarcospermataceae
subordo Ebenineae
familia Ebenaceae
familia Styracaceae
familia Lissocarpaceae
familia Symplocaceae
familia Hoplestigmataceae
ordo Oleales
familia Oleaceae
ordo Gentianales
familia Loganiaceae
familia Desfontainiaceae
familia Gentianaceae
familia Menyanthaceae
familia Apocynaceae
familia Asclepiadaceae
familia Rubiaceae
ordo Tubiflorae
subordo Convolvulineae
familia Polemoniaceae
familia Fouquieriaceae
familia Convolvulaceae
subordo Boraginineae
familia Hydrophyllaceae
familia Boraginaceae
familia Lennoaceae
subordo Verbenineae
familia Verbenaceae
familia Callitrichaceae
familia Labiatae (oder Lamiaceae)
subordo Solanineae
familia Nolanaceae
familia Solanaceae
familia Duckeodendraceae
familia Buddlejaceae
familia Scrophulariaceae
familia Globulariaceae
familia Bignoniaceae
familia Henriqueziaceae
familia Acanthaceae
familia Pedaliaceae
familia Martyniaceae
familia Gesneriaceae
familia Columelliaceae
familia Orobanchaceae
familia Lentibulariaceae
subordo Myoporineae
familia Myoporaceae
subordo Phrymineae
familia Phrymaceae
ordo Plantaginales
familia Plantaginaceae
ordo Dipsacales
familia Caprifoliaceae
familia Adoxaceae
familia Valerianaceae
familia Dipsacaceae
ordo Campanulales
familia Campanulaceae
familia Sphenocleaceae
familia Pentaphragmataceae
familia Goodeniaceae
familia Brunoniaceae
familia Stylidiaceae
familia Calyceraceae
familia Compositae (oder Asteraceae)

## Nachweise
- Adolf Engler: Syllabus der Pflanzenfamilien, 1924